# 和合麻美
和合 麻美（わごう あさみ、1988年1月27日 - ）は、主に中京圏で活動する女性ファッションモデル、タレントである。

## 人物
愛知県豊川市出身。豊川高等学校卒業。ネクストステージエンターテイメントに所属し、身長は161センチメートル、愛称は「わごーる」で、日本初Twitterモデルと自称する時期もある。テレビ番組企画を切っ掛けに写真集が発売され、ファンが撮影会で撮影した写真も掲載されている。

## 主な出演作品

### テレビ出演
- 月☆パラ「夢か なう」：2010年7月 - 2010年8月、中京テレビ
- アナザースカイ：日本テレビ
- アクセる★ビリー!：2010年2月 - 名古屋テレビ放送、ガールズトーク ナゴヤ美女（浴衣美女）
- 狩野英孝のきんぐすろーど：2009年11月5日 - 名古屋テレビ放送、第6回アシスタント

### 雑誌
- CanCam
- JJ
- スパイガール
- 名古屋美少女図鑑

### ラジオ
- 秘密の学校withスパイガール：2009年6月 - 2009年8月、エフエム愛知 火・木担当

### スチール写真、WEB
- 結婚相談所アモーシェ：イメージガール
- UstreamわごーるTV：毎月10日、20日およびゲリラ
- TwitCasting

### イベント
- 東京ガールズコレクション：2011年2月19日 東京ガールズコレクションinナゴヤドーム
- 真正リオワールドショッピングセンター：トークショー
- イオン有松ショッピングセンター：トークショー
- 新舞子マリンパーク：ゲスト出演
- 修斗（シュートボクシング）ラウンドガール：2011年[4]

## 作品

### 写真集
- 「つぶやきシンデレラ〜はじめまして!和合麻美です」（株式会社 イーネット・フロンティア、2011年4月28日発売）

### DVD
- 「ツイッターモデル和合麻美・保存版〜『夢かなう』より」〜和合麻美 DVDオリジナル編集バージョン〜]  （株式会社 イーネット・フロンティア、2011年5月19日発売）ASIN B004SQASL8